# Chalil al-Hibri
Chalil al-Hibri (arabisch خليل الهبري, DMG Ḫalīl al-Hibrī; * 1904 in Beirut; † 1979) war ein libanesischer Politiker. Ab 1952 war er Direktoriumsmitglied der Beiruts Water Company in der Stadt Beirut, wurde später Vorsitzender des Direktoriums, und blieb dies bis 1972.
1957 wurde er in die Assemblée nationale gewählt und zum Minister für Öffentliche Arbeit in der Regierung Solh ernannt. Im Zuge der Libanonkrise 1958 wurde Hibri am 20. September 1958 mit der Bildung einer Übergangsregierung beauftragt, der er bis zum 24. September vorstand.